# L'uccello del sole
L'uccello del sole è un romanzo d'avventura di Wilbur Smith del 1972.

## Trama
L'archeologo Ben Kazin è vicino alla scoperta della sua vita: ha trovato nel Botswana una debole traccia di Opet, la mitica "Città della Luna", centro di una grande civiltà africana scomparsa nel nulla. Tra scavi e inseguimenti, dirottamenti e cacce grosse, la traccia a mano a mano prende corpo, benché tutto sia stato predisposto affinché di Opet ne venisse cancellato persino il ricordo. Quale segreto si nasconde sotto i resti della "Città della Luna"? Quale legame ci può essere tra Ben, che i boscimani chiamano "Piccolo-uccello-del-Sole", e il sacerdote Huy Ben-Amon, il "Grande-uccello-del-Sole"?
La band Heavy metal / Rock progressivo Opeth trae il proprio nome dalla città fenicia (Opet) le cui vicende sono descritte nel libro.

## Edizioni
- Wilbur Smith, L'uccello del sole, traduzione di Roberta Rambelli, collana TEA, Longanesi, 1992,  p. 504, ISBN 88-7819-347-X.

- Wilbur Smith, L'uccello del sole, traduzione di Roberta Rambelli, Teadue, TEA, 1992,  p. 494, ISBN 9788878193475.

- Wilbur Smith, L'uccello del sole, traduzione di Roberta Rambelli, Best TEA, TEA, 19 maggio 2016,  p. 494, ISBN 9788850243129.